# Andriej Wiedienin
Andriej Jakowlewicz Wiedienin (ros. Андрей Яковлевич Веденин, ur. 14 grudnia?/27 grudnia 1900 we wsi Siemienowskoje w powiecie ałatyrskim w guberni symbirskiej (obecnie w rejonie ałatyrskim w Czuwaszji), zm. 13 czerwca 1984 w Moskwie) – był radzieckim generałem porucznikiem i funkcjonariuszem służb specjalnych.

## Życiorys
Urodził się w rodzinie cieśli. Skończył szkołę podstawową, od maja 1914 pracował na roli, od grudnia 1916 do listopada 1917 pracował przy budowie koszar, później wrócił do pracy w gospodarstwie. Od kwietnia 1919 służył w Armii Czerwonej, brał udział w wojnie domowej na Froncie Wschodnim, w lipcu 1920 został dowódcą plutonu 145 pułku piechoty 17 Dywizji Piechoty na Froncie Polskim (wojna polsko-bolszewicka), później dowodził plutonem w Moskiewskim Okręgu Wojskowym. Od sierpnia 1923 dowodził kolejno plutonem, kompanią i batalionem w 9 pułku piechoty 3 Dywizji Piechoty na Froncie Turkiestańskim, następnie Froncie Środkowoazjatyckim, w czerwcu 1925 został przyjęty do partii komunistycznej RKP(b). Od czerwca 1925 do września 1926 uczył się na kursach wojskowych, we wrześniu 1929 został komisarzem komisariatu wojskowego w Chorezmie, później w Samarkandzie, od września 1934 do marca 1937 był komisarzem komisariatu wojskowego Kirgiskiej SRR, później komisariatu w Wiaźmie. Od grudnia 1938 pracował w Osoawiachimie w Moskiewskim Okręgu Wojskowym i Moskwie, podczas wojny z Niemcami walczył na Froncie Zachodnim i później na 4 Froncie Ukraińskim. W lipcu 1941 objął dowództwo 999 pułku piechoty, w styczniu 1942 85 Gwardyjskiej Dywizji Piechoty, w sierpniu 1943 71 Korpusu Piechoty, a w maju 1944 3 Korpusu Strzelców Górskich, 1 września 1943 otrzymał stopień generała majora. Po wojnie ukończył wyższe kursy akademickie przy Wyższej Akademii Wojskowej im. Woroszyłowa, później od maja 1947 dowodził 57 Gwardyjską Dywizją Piechoty 28 Gwardyjskiego Korpusu Piechoty 8 Gwardyjskiej Armii w Grupie Wojsk Radzieckich w Niemczech, od kwietnia 1949 do grudnia 1951 dowodził 28 Gwardyjskim Korpusem Piechoty, a od grudnia 1951 do 1953 27 Gwardyjskim Korpusem Piechoty w Kijowskim Okręgu Wojskowym, 31 lipca 1953 awansował na generała porucznika. Następnie przeszedł do pracy w organach bezpieczeństwa. Od 26 września 1953 do 17 marca 1954 był szefem Zarządu 10 MWD ZSRR, od 17 marca 1954 do 16 lipca 1995 był szefem Zarządu 10 KGB przy Radzie Ministrów ZSRR i jednocześnie komendantem moskiewskiego Kremla, od 16 lipca 1959 do 10 lipca 1967 był zastępcą szefa Zarządu 9 KGB ZSRR i komendantem Kremla, 10 sierpnia 1967 zakończył pracę w organach.

## Odznaczenia
- Order Lenina (dwukrotnie, 30 stycznia 1942 i 21 lutego 1945)
- Order Czerwonego Sztandaru (trzykrotnie, 13 marca 1942, 3 listopada 1944 i 15 listopada 1950)
- Order Bohdana Chmielnickiego I klasy (23 maja 1945)
- Order Suworowa II klasy (28 września 1943)
- Order Kutuzowa II klasy (9 kwietnia 1943)
- Order Czerwonego Sztandaru Pracy (21 grudnia 1960)
- Odznaka „Honorowy Funkcjonariusz Bezpieczeństwa Państwowego”
- Odznaka 50-lecia Członkostwa w KPZR (27 kwietnia 1982)
- Czechosłowacki Wojskowy Order Lwa Białego „Za zwycięstwo” II klasy (Czechosłowacja)

I 11 medali.